# Duccio di Buoninsegna

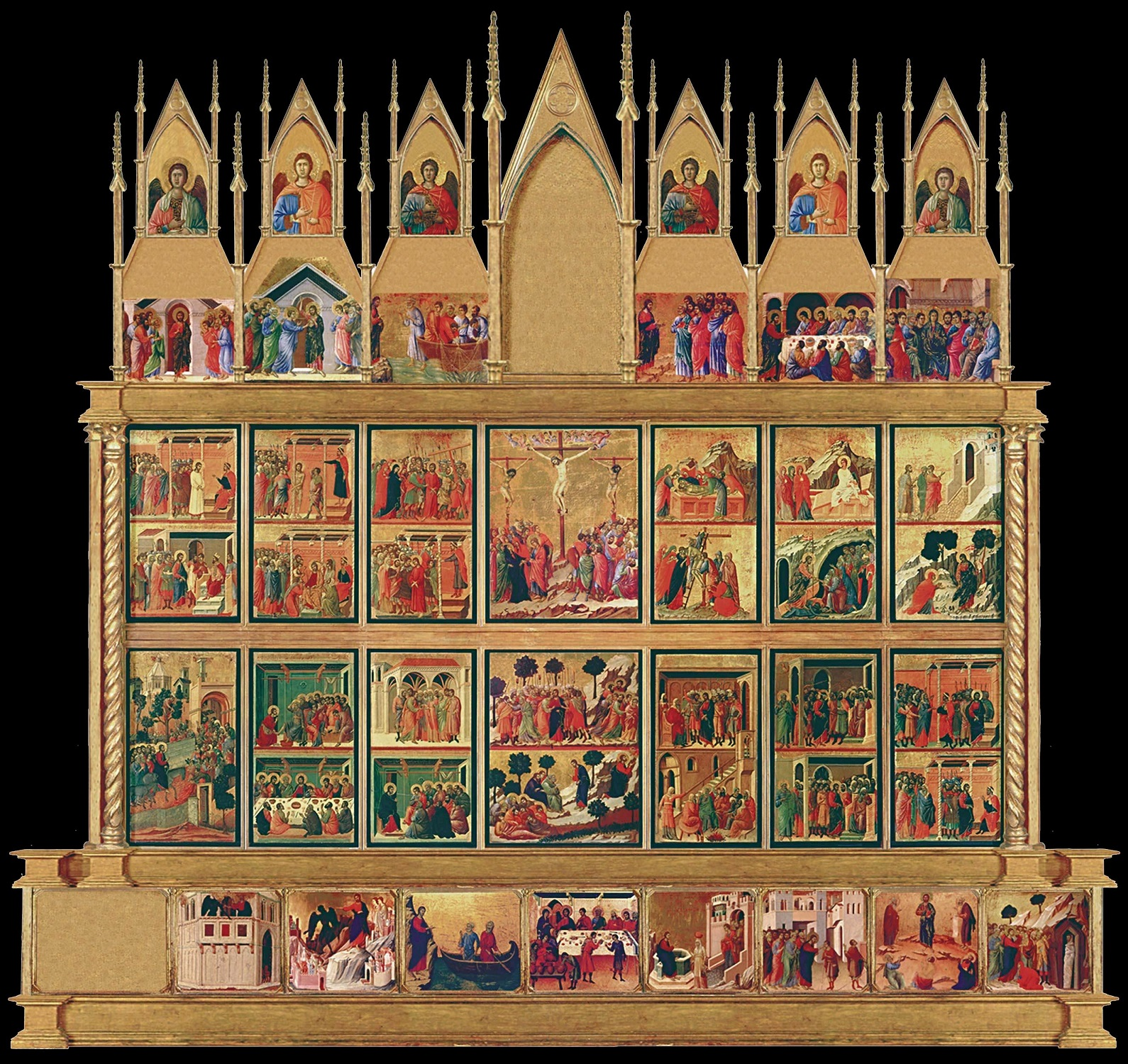
Panell amb el cicle de la Passió, dins la Maestà, Catedral de Siena

Duccio di Buoninsegna (Siena, 1255 - 1318) va ser un pintor italia del segle xiii considerat tradicionalment com el primer mestre de l'Escola senesa.
L'art de Duccio tenia una sòlida component romana d'Orient, lligada a la cultura més recent del període paleòleg, i un notable coneixement de Cimabue, amb l'afegit d'una reelaboració personal en sentit gòtic, entès com a linearisme i elegància transalpins. De Cimabue va emprar la impostació de les figures monumentals i malencòniques, però executades amb una línia suau i una refinada gamma cromàtica. Mai no va deixar-se influir per la cultura tardoantiga, com ho va fer Giotto, però es va apropiar els models orientals i nòrdics que probablement havia tingut ocasió de contemplar en obres soltes que circulaven per la Toscana, com ara còdexs miniats, llibres de models, mosaics portàtils, icones, marfils i orfebreria. Amb el temps, l'estil de Duccio va anar guanyant en major suavitat i naturalitat.

## Biografia i obres

### Les primeres obres perdudes
Duccio, fill de Buoninsegna, va nàixer probablement poc després de la meitat del segle xiii. El primer document sobre ell data del novembre de 1278, quan se li va pagar per dotze caixes pintades destinades a contenir documents de l'Ajuntament (Comune) de Siena, actualment perdudes. Després es troba citat en documents que parlen de decoracions de registres públics, també aquests perduts.

### LaMadonna Rucellai

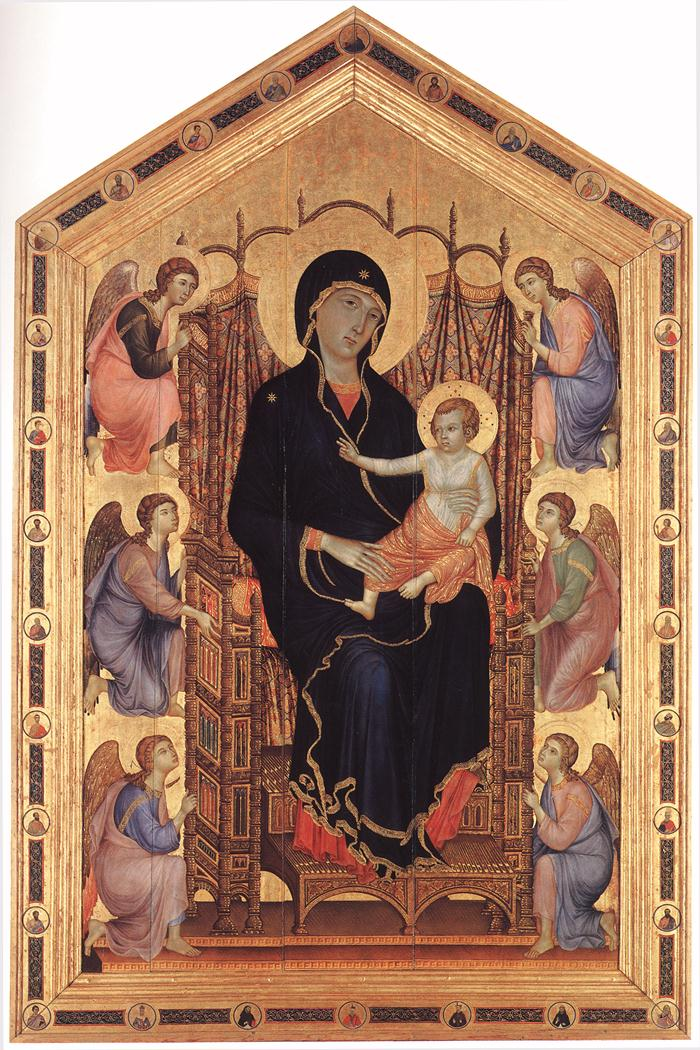
Madonna Rucellai, Uffizi

El 15 d'abril de 1285 li va ser encomanada la dita Madonna Rucellai, per la Compagnia dei Laudesi i destinada a l'església de Santa Maria Novella de Florència, actualment als Uffizi. Es va anomenar "Rucellai" perquè va ser col·locada a la capella de la família Rucellai. S'hi representa la Mare de Déu amb l'infant en Majestat, flanquejats per sis àngels. S'inspira en la Maestà del Louvre de Cimabue, pintada al voltant de cinc anys abans, tant que durant molt de temps es va creure obra de Cimabue, fins que va ser trobat el document del pressupost, que en testimoniava la vertadera autoria (1790).Aquesta "maestà" és una obra clau en l'evolució de l'artista. Ací la sòlida majestuositat i la humana representació d'un Cimabue es barreja amb una major noblesa i amb un contingut humà encara més dolç. Per altra banda, s'hi adverteix un enèrgic ritme lineal, com a subratllat de la capriciosa orla daurada del vestit de Maria, que dibuixa una complexa línia des del pit als peus.

### Altres obres de final de segle

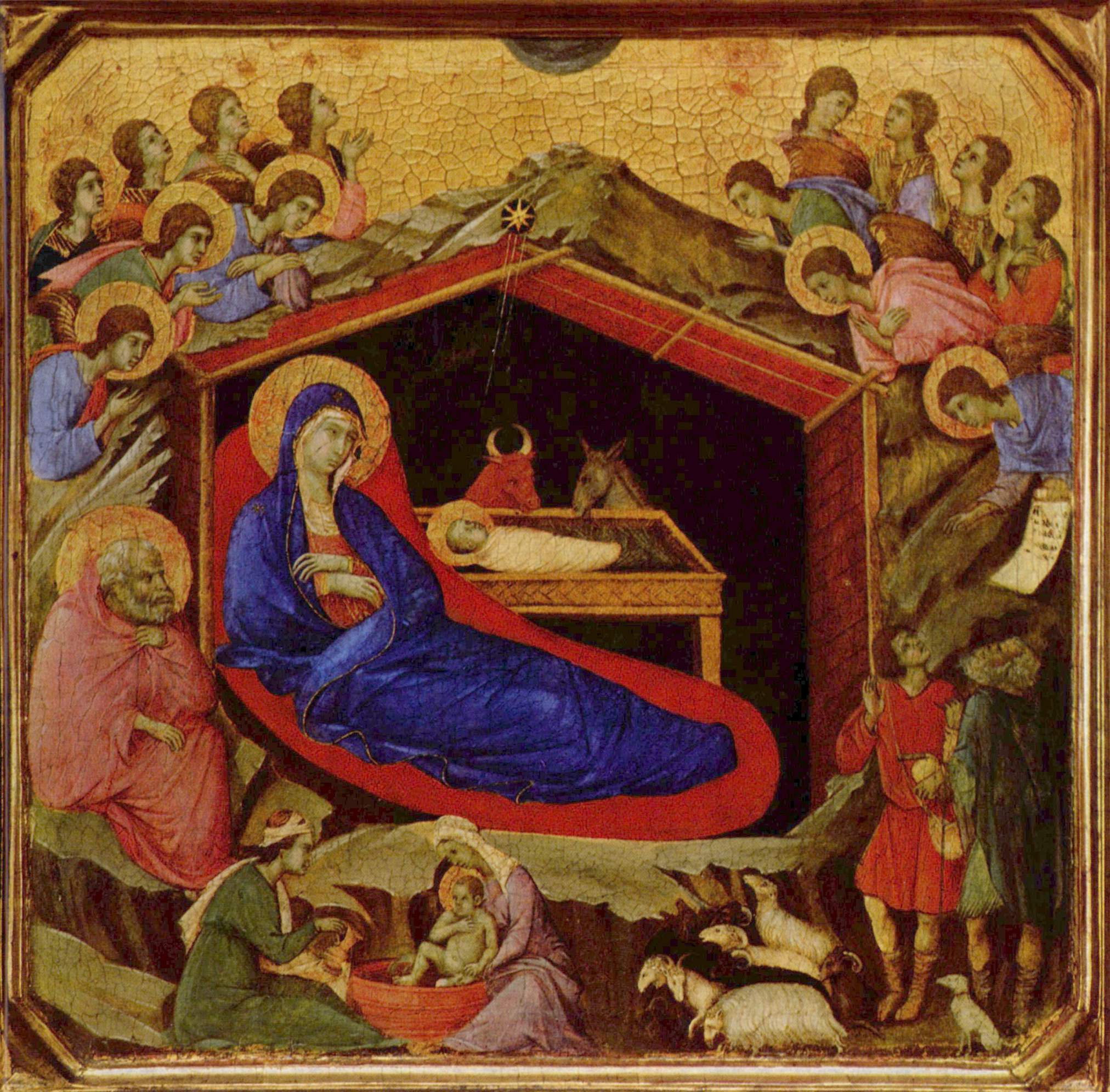
Duccio di Buoninsegna, Nativitat, 1308-1311

Dels mateixos anys són altres Mares de Déu: la del Museu de Buonconvento, la de la Galeria Sabauda de Torí, la del Museu de l'Obra de la Catedral de Siena, procedent de l'església de Santa Cecília a Crevole, o la representada amb tres frares franciscans que actualment es troba a la Pinacoteca Nacional de Siena.
Sempre de la mateixa època és el Crucifix, actualment en una col·lecció privada, en el qual amb un Crist amb els ulls oberts i encara viu reprèn una iconografia d'època romànica (el Christus Triumphans), ben rara a la fi del segle xiii. Al voltant de 1288 va fer el gran vitrall circular de l'absis de la catedral de Siena.

### LaMaestà

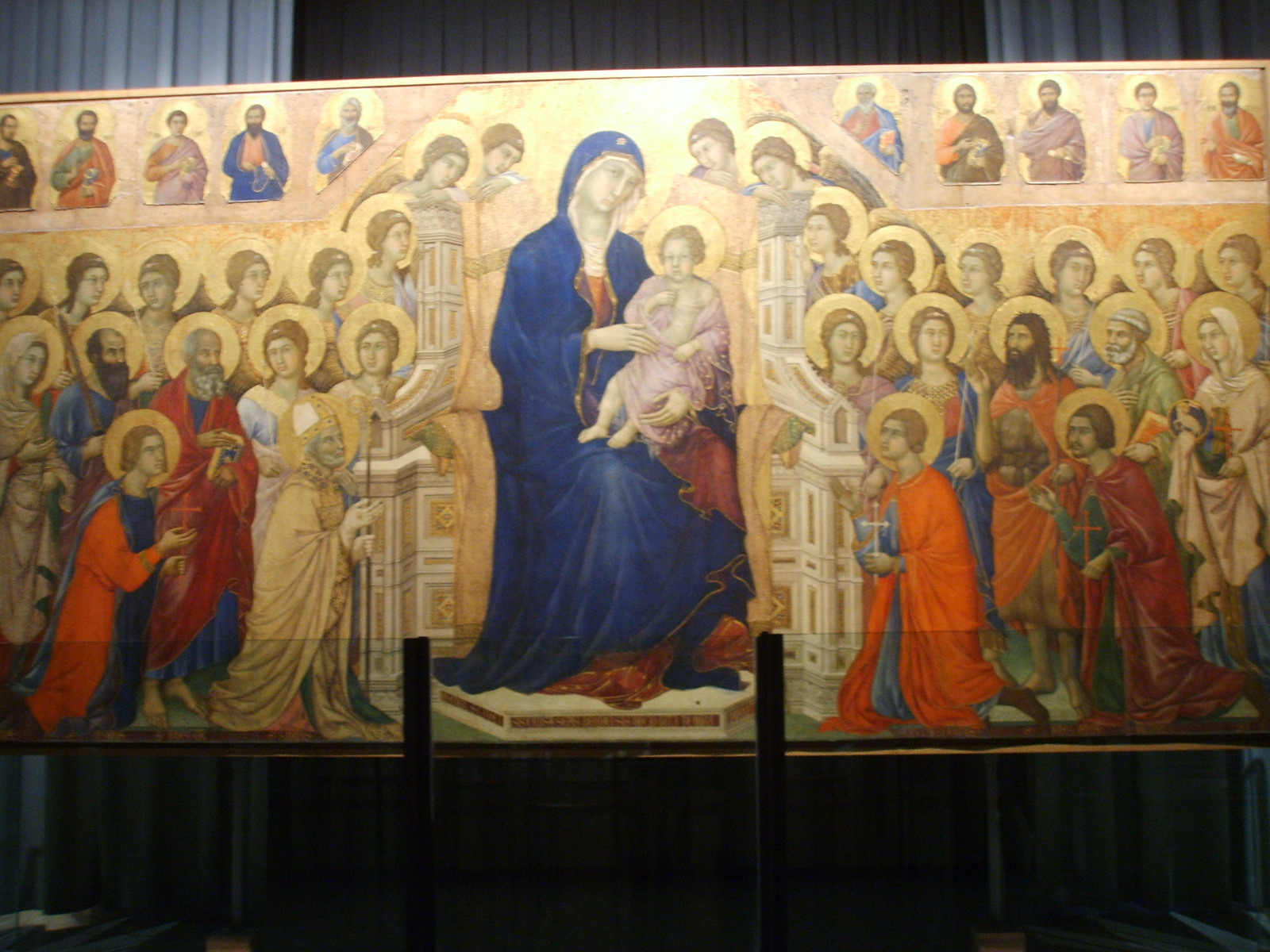
Maestà, Museu de l'Obra de la Catedral, Siena

Entre 1308-1311 va executar la seua obra mestra i també una de les obres emblemàtiques de l'art italià de tots els temps: La Maestà per a l'altar major de la Catedral de Siena, que va estar exposada a la Catedral, llevat d'algunes interrupciones, fins a l'any 1878, i que actualment es conserva al Museu de l'Obra de la Catedral.
Acabada el juny de 1311, era tal la seua fama ja abans de ser finalitzada, que el dia 9, des del taller de Duccio al barri de Stalloreggi, va ser portada a la Catedral enmig d'una processó popular, encapçalada pel bisbe i les autoritats de la ciutat, mentre que el poble, amb candeles enceses, cantava i distribuïa almoines.
Es tracta d'una gran taula (425x212 cm.) a dues cares, tot i que avui es troba tallada per poder observar les dues cares alhora, mitjançant una discutible intervenció del segle xix que no pogué evitar fer-hi alguns danys. El costat principal, originalment posat de cara als fidels, és el que representa una monumental Mare de Déu amb l'Infant en el seu tron, envoltada d'una munió de sants i àngels sobre fons daurat. La Mare de Déu està asseguda sobre un ampli i luxós tron, que gaudeix d'una espacialitat tridimensional segons la novetat ja practicada per Cimabue, i està pintada amb colors suaus, que fan que la carn tinga una aparença natural. També l'Infant expressa una pregona tendresa, però el seu cos sembla surar sense donar sensació de pes, i les mans de Maria, que el sostenen, són més aviat poc naturals. A la base del tron, hi ha una pregària-signatura en versos llatins: "MATER S(AN)CTA DEI/SIS CAUSA SENIS REQUIEI/SIS DUCIO VITA/TE QUIA PINXIT ITA" (trad.:"Santa Mare de Déu, sigau causa de pau per a Siena, sigau vida per a Duccio que així t'ha pintat").
El revers estava destinat a ser vist pel clergat, i hi són representades 24 Escenes de la Passió de Crist. Dividit en caselles més petites es tracta d'un dels cicles més amplis dedicats a aquest tema a Itàlia. El lloc d'honor, al centre, està reservat a la Crucifixió, de major amplària i doble alçada, com en el cas de la casella doble de l'angle inferior esquerre amb l'Entrada a Jerusalem. En diverses escenes, Duccio va donar prova d'haver-se informat respecte a la perspectiva dels fons arquitectònics de Giotto, però en altres deixa la representació espacial en un segon pla per ressaltar alguns elements particulars, com la taula parada en l'escena de l'Últim Sopar (massa inclinada respecte al sostre) o com el gest de Ponç Pilat a la Flagel·lació, que és en un primer pla respecte d'una columna, tot i que els seus peus es recolzen sobre un pedestal situat darrere d'aquesta. Duccio no sembla tan interessat a complicar excessivament les escenes amb regles espacials absolutes, i tal vegada la narració és més eficaç en les escenes en què un genèric paisatge rocallós l'allibera de les constriccions de la representació tridimensional.
La taula tenia també una predel·la (la primera coneguda de l'art italià) i un coronament amb escenes de la Vida de Jesús i Maria: aquestes parts no són actualment a Siena; part d'elles es troba al Museu Britànic de Londres.

### Obres tardanes
Potser l'any 1314 va realitzar el fresc amb el Lliurament del castell de Giuncarico, per a la Sala del Mapamundi del Palazzo Pubblico de Siena.
Duccio va morir probablement a l'estiu de 1319, el mateix any que els seus fills van rebutjar-ne l'herència, que estava gravada amb onerosos deutes. Entre els seus col·laboradors més fidels cal esmentar Ugolino di Nerio i Segna di Bonaventura.

## Obres
- Les noces de Canà, Museu dell'Opera del Duomo (Siena)
- Mare de Déu amb l'Infant (1280, Siena, Pinacoteca Nacional de Siena)
- Maestà (1280, Bolonya, Església dei Servi)
- Mare de Déu amb l'Infant io dos àngels (1283-84, Siena, Museo dell'Opera Metropolitana del Duomo)
- Madonna Rucellai (1285, Florència, Uffizi)
- Madonna Gualino (1285, Torí, Galeria Sabauda)
- Maestà (1288-1300, Kunstmuseum, Berna)
- Políptic n. 28 (1300-1305, Siena, Pinacoteca Nacional)
- Maestà de la Catedral de Siena (1308, Siena, Museo dell'Opera Metropolitana del Duomo)

## Elpalioen honor seu
El 16 d'agost del 2003 es va córrer a Siena un palio en el seu honor, que va guanyar la Nobile Contrada del Bruco amb el cavall Berio muntat pel fantino Luigi Bruschelli dit Trecciolino.

### Exposicions
- "Duccio. Alle origini della pittura senese Arxivat 2020-08-06 a Wayback Machine." (4 d'octubre de 2003 - 14 de març de 2004)